# Santuario de Nuestra Señora de Fátima (Orense)
El Santuario de Nuestra Señora de Fátima, también conocido como Iglesia de Fátima, es un templo del siglo xx ubicado en el barrio de O Couto, en Orense (Galicia, España).
Cada 13 de mayo se celebra una procesión nocturna hasta la catedral de la ciudad la cual cuenta con una afluencia de devotos tan elevada que el sacerdote José Carlos Fernández Otero declaró que la Iglesia de Fátima en Orense es la que presenta mayor devoción a esta advocación mariana después del Santuario de Fátima, en Cova da Iria, lugar de las apariciones.

## Historia
La construcción del templo, encargada en 1946 por el obispo Francisco Blanco Nájera (quien había fundado la parroquia ese año) y cuya autoría corresponde al arquitecto Manuel Conde Fidalgo, comenzó con la colocación de la primera piedra en el mes de enero de 1948, efectuándose una ampliación en 1954 y concluyendo las obras el 29 de abril de 1962, cuando se produjo su consagración y fue oficialmente inaugurado, si bien dicha inauguración no se llegó a considerar como tal hasta el 13 de mayo, día en que tuvo lugar la coronación de la talla de la Virgen de Fátima que preside la capilla mayor por parte de Fernando Quiroga Palacios, arzobispo de Santiago de Compostela, habiéndose celebrado previamente una novena entre los días 4 y 12 del mismo mes.
En 1949, José Álvarez González empezó a dirigir la parroquia (labor que concluiría en 1990), tomando la iniciativa de involucrar a los habitantes en la construcción del santuario, durante cuyo proceso ya se celebraban oficios religiosos. Para ello se establecieron varios donativos, entre ellos una donación de 50 pesetas por cada piedra y de 25 por cada ladrillo, registrándose a su vez los datos de los benefactores. Del mismo modo, también se procedió a la recolección y venta de botellas, trapos, metales y papel, colaborando los vecinos del barrio en función de sus posibilidades y efectuándose así mismo la entrega de piezas realizadas en oro y plata, algunas destinadas a la elaboración de la corona de la talla de la Virgen. En total, mediante diversos enseres y útiles del hogar aportados por vecinos de la zona, se recaudaron 5 kg de oro, 50 kg de plata y 1800 kg de cobre, además de bronce y níquel, siendo los metales posteriormente fundidos y empleados en el mobiliario del templo. Sumado a lo anterior, con el fin de mantener informados a los feligreses acerca del avance de las obras, Álvarez editó desde 1952 y por más de una década el boletín El mensaje de Fátima, además de fundar una cofradía y dos escuelas parroquiales. Para 1957, la estructura de piedra ya estaba terminada, siendo el templo declarado Santuario Diocesano Votivo de Nuestra Señora de Fátima por el papa Juan XXIII en 1959 y concluyendo las obras finalmente tres años después.

## Descripción

### Exterior
La fachada, estructurada en tres calles, cuenta con una imagen pétrea de aproximadamente cuatro metros de altura de la Virgen de Fátima realizada por Antonio Faílde y ubicada sobre la entrada principal, en arco de medio punto y coronada por un frontón partido (a ambos lados se hallan otras dos entradas rematadas cada una por un frontón clásico). Frente a la misma, en el atrio, destaca una estatua también tallada en piedra la cual representa a los tres videntes de Fátima arrodillados y en actitud orante mirando directamente a la Virgen, obra también de Faílde. En cuanto al campanario, la iglesia posee nueve campanas, instaladas el 3 de mayo de 1964, las cuales fueron elaboradas en Holanda con bronce donado por devotos, ostentando nombre propio cada una de ellas y contando con un dispositivo automático para las tres sonerías: «el trece de mayo», «ave maría» y «laudate mariam». Por su parte, el reloj del templo consiste en una esfera ubicada sobre un rosetón de piedra en el que se puede leer «ave virgo alba». Respecto a la cúpula, rematada en una linterna con planta octogonal, esta se levanta sobre una base cuadrada la cual sostiene cuatro arcos torales, siendo el ábside también de planta octogonal.

### Interior

#### Capilla mayor

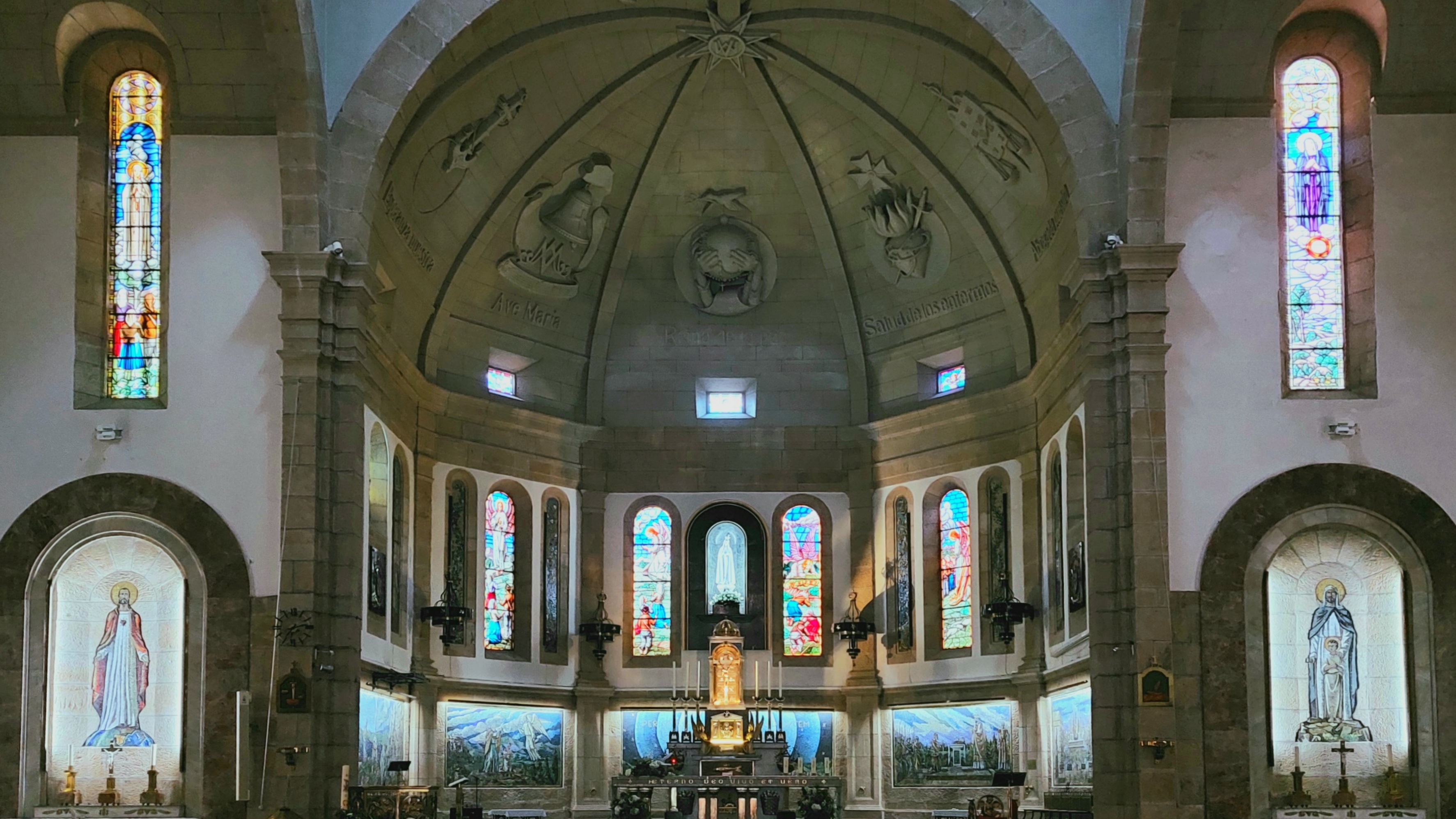
Capilla mayor

En el interior del templo, con planta de cruz latina y una única nave cubierta con bóveda de cañón y arcos fajones, destaca la imagen de la Virgen de Fátima, creada por el escultor portugués José Ferreira Thedim y sacada en procesión cada 13 de mayo. La imagen, donada a la diócesis por Elena Suárez de Varela, orensana residente en Lisboa, llegó a la ciudad el 30 de mayo de 1948, efectuando posteriormente un recorrido por la totalidad de los pueblos de la diócesis y permaneciendo expuesta 24 horas en cada feligresía hasta el 10 de enero de 1950, tras lo cual realizó una segunda peregrinación antes de ser instalada en el barrio de O Couto, lugar donde en 1952 se llevó a cabo la primera procesión de la talla, la cual se encuentra ubicada en una hornacina situada sobre el altar mayor, a cuyo alrededor destacan varias vidrieras obra de la Casa Maumejean representativas de las apariciones en Cova da Iria así como de Lucía, Francisco y Jacinta, los tres videntes de Fátima. De las 46 vidrieras presentes en el templo, 26 fueron elaboradas por la Casa Maumejean, siendo las mismas instaladas en marzo de 1965, mientras que las 20 restantes, en las cuales predominan figuras geométricas, fueron facturadas por la firma viguesa La Belga.

#### Imaginería
En la parte trasera de la capilla mayor, bajo el camarín de la Virgen, se encuentra custodiada en una hornacina una talla fundida en plata de 65 centímetros de altura obra de la Fundición Malingre y basada en un diseño de José Liste (autor también del Viacrucis) la cual representa a la Virgen de Fátima, siendo tradición que la misma sea besada por los peregrinos que se dirigen a Santiago de Compostela. Respecto a la hornacina en la que se encuentra la imagen, cerrada con una doble puerta fundida en níquel, esta ostenta en el exterior los bustos de los papas Pío XII y Juan XXIII, estando decorado el interior con elementos realizados en oro y plata dejados como ofrenda por parte de peregrinos y devotos. Por su parte, en los muros laterales del templo se hallan seis vidrieras de más de seis metros de altura diseñadas por Jesús Soria González las cuales muestran la Anunciación, la Natividad, la Visitación, la Purificación, la Corredención y la Mediación, destacando igualmente 21 mosaicos romanos representativos de diversos pasajes bíblicos, obra del artista oriundo de Tarrasa Santiago Padrós en 1957.
En lo relativo a los plementos, destacan en altorrelieve los símbolos marianos diseñados por Soria y ejecutados por José Pérez. Así mismo, sobresalen en los muros del presbiterio los escudos de armas fundidos en níquel e incrustados en mármol verde de Francisco Blanco Nájera y Ángel Temiño Sáiz (obispos de la diócesis de Orense respectivamente al inicio y al término de la construcción del templo), obra de la Fundición Malingre en base a bocetos de Soria y los hermanos Núñez, autores estos últimos de los bancos del templo, realizados en madera de castaño en los que destacan el anagrama de la Virgen y sendas águilas en los extremos. A la entrada del santuario, en un pequeño habitáculo situado a la izquierda, donde se halla la tumba de José Álvarez, se custodia una escultura de la Piedad de un tamaño ligeramente superior al natural realizada en Santiago de Compostela por Liste en 1962 la cual es sacada en Semana Santa durante la procesión del Santo Entierro, destacando igualmente otros elementos del Santuario, como el Cristo de Picón y el órgano de Amezua, situado en la tribuna y de dos teclados de transmisión eléctrica.

## Aniversario
En abril de 2012, con motivo del 50.º aniversario de la inauguración del santuario, se llevaron a cabo diversas actividades destinadas a resaltar la importancia del mismo, como una serie de conferencias en el Centro Cultural de la Diputación de Orense además de la exposición fotográfica 50 e + en la que se realizó un recorrido por el medio siglo de vida del templo, exhibiéndose también, entre otros, varias vestiduras litúrgicas, un cáliz, una custodia (regalo de inauguración), los planos del santuario y dos lienzos obra de Soria los cuales muestran a los obispos Nájera y Sáiz, pintados en 1946 y 1965 respectivamente.

## Galería de imágenes

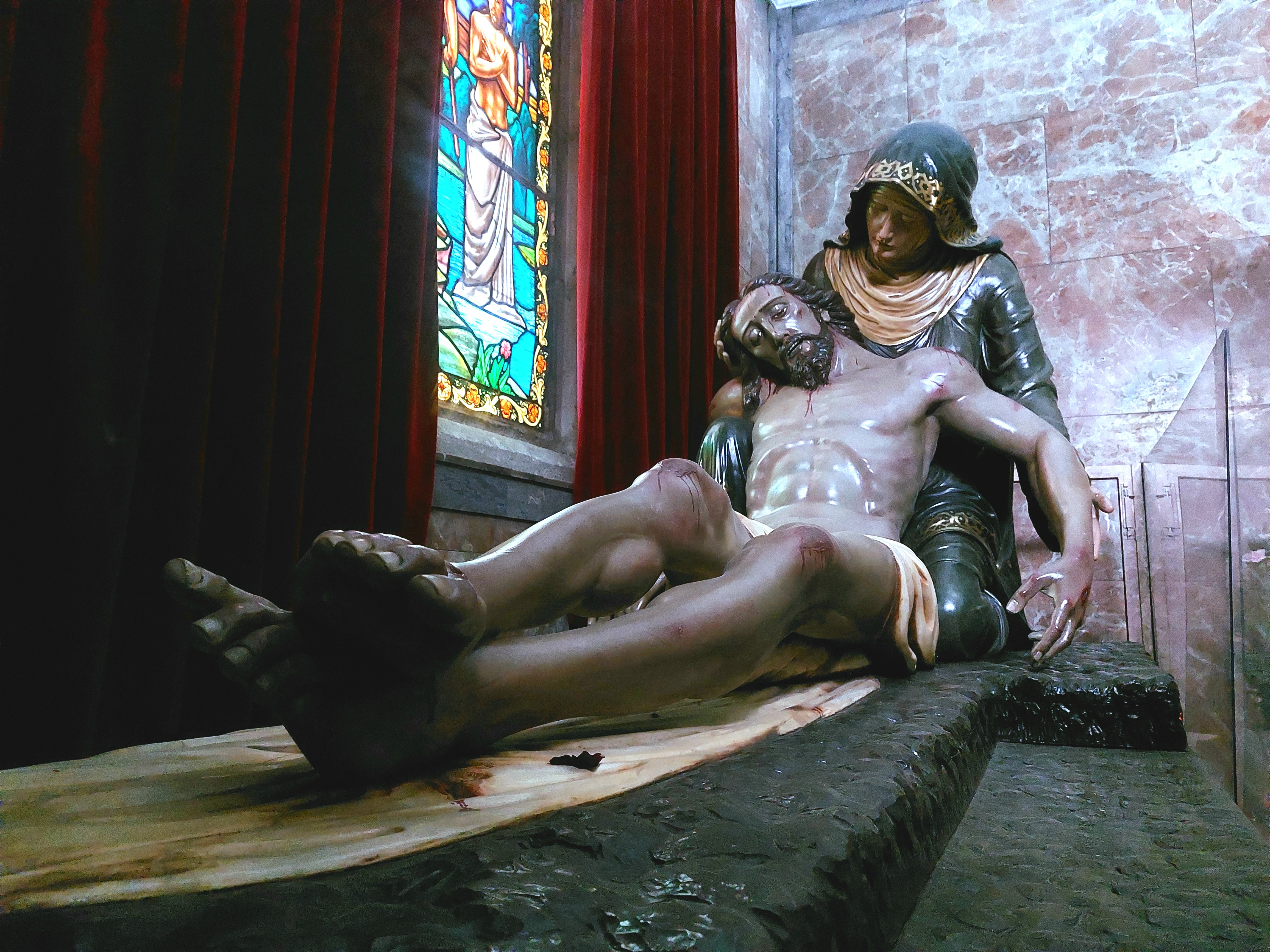
Talla de la Piedad.
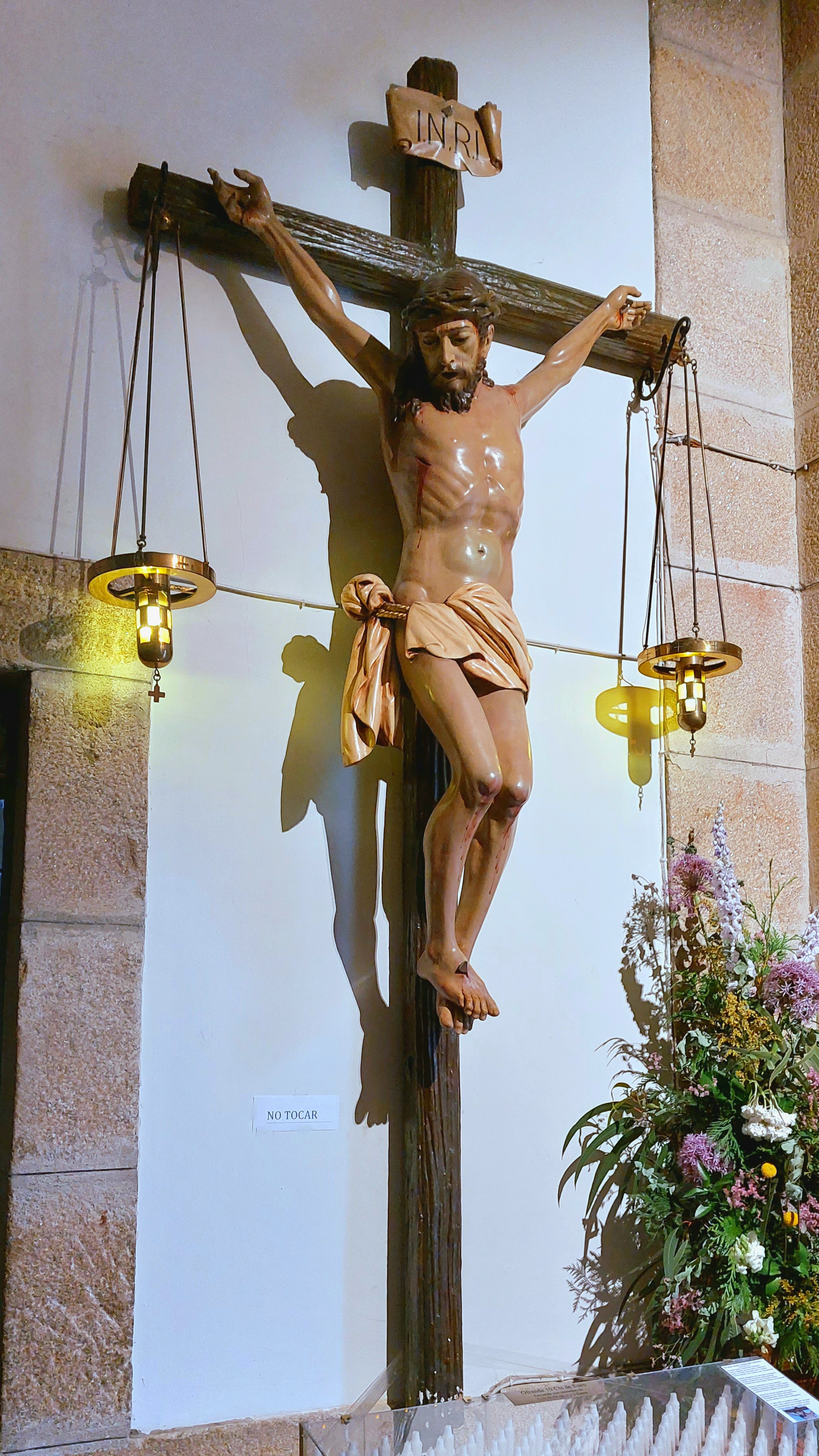
Talla de Cristo crucificado.
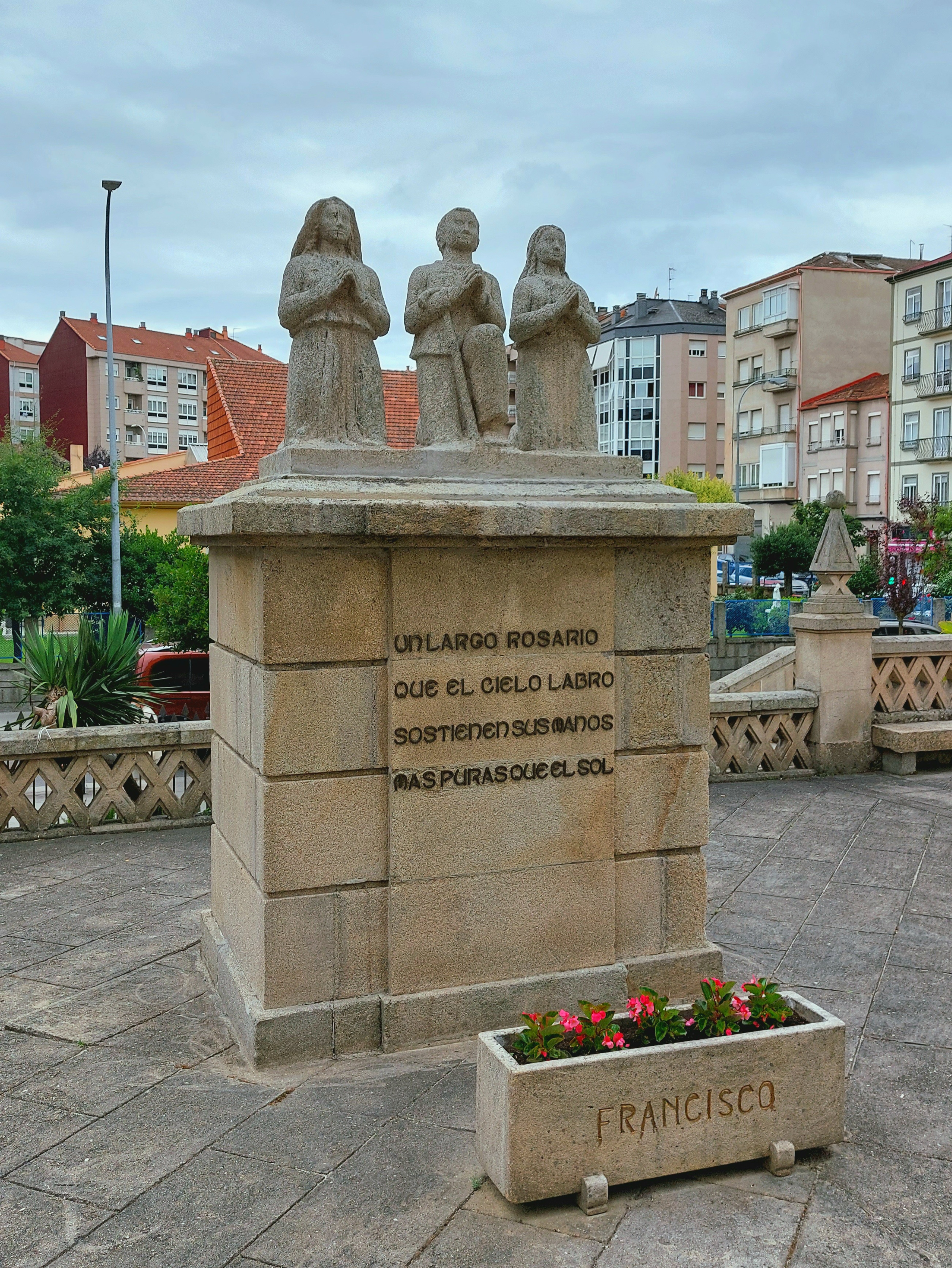
Estatua de los tres videntes de Fátima.
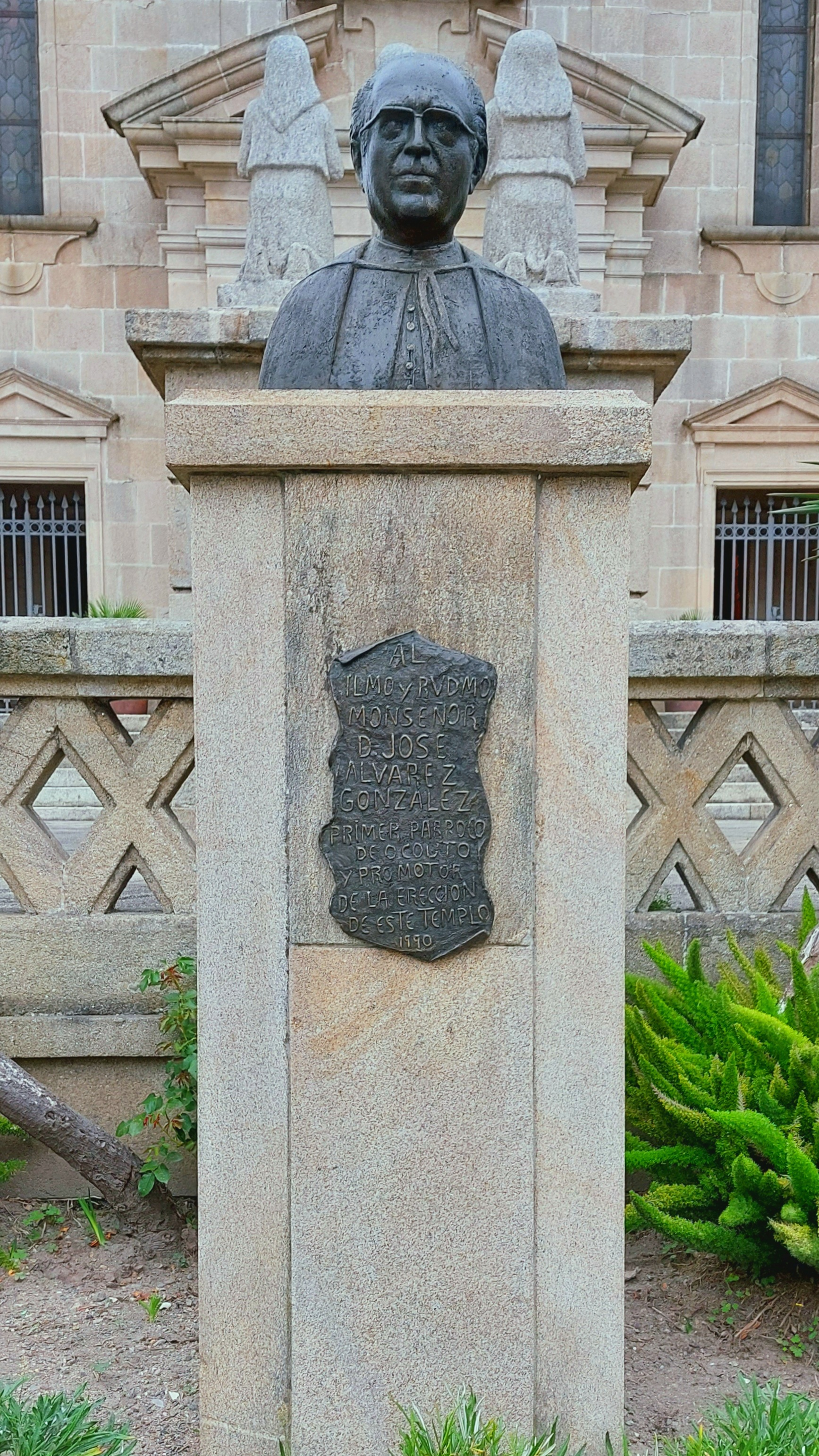
Busto de José Álvarez González.